# Morawetzova vila
Morawetzova vila je městský dům, který si nechala v roce 1900 postavit na náměstí v Úpici továrnická rodina Morawetzových, která ve městě od poloviny 19. století vlastnila přádelny a tkalcovny juty. V roce 1987 byla zapsána do Ústředního seznamu kulturních památek České republiky.

## Historie
V roce 1886 zakoupil Ludvík Morawetz dva staré dřevěné domy na úpickém náměstí, nechal je zbourat a namísto nich postavit nový dvoupatrový dům. Ten ale potřebám továrnické rodiny brzy přestal vyhovovat a Ludvíkův syn Richard Morawetz nechal dům ještě koncem 19. století zbourat a v roce 1900 na jeho místě vystavět reprezentativní městskou vilu.
V roce 1926 ve vile přenocoval T. G. Masaryk.
Objekt je od roku 1958 kulturní památkou. V současné době (2020) je vila v soukromém vlastnictví a dobře udržována, včetně mnoha autentických interiérových prvků.

## Architektura
Původní projektová dokumentace k domu se nedochovala a autor architektonického návrhu tedy není znám. Slohově lze dům zařadit na pomezí historismu a moderny. Vila na nepravidelném půdorysu je zděná, dvoupatrová, s mansardovou střechou. Hlavní průčelí, orientované do náměstí, je rozděleno do tří traktů, z nich prostřední je ve střeše zvýrazněn plochým segmentovým štítem s reliéfem uprostřed. Fasáda je rozčleněna kanelovanými pilastry, mezi nimiž je v prvním patře centrálního traktu balustráda. Okna ve střešní nástavbě jsou v levém a pravém traktu zdobena nadokenními segmentovými římsami.
Dispozice a interiéry vily odpovídaly životnímu stylu majetné rodiny. Vila byla vybavena centrálním vytápěním a moderním zařízením koupelen. Koupelny byly obloženy mramorem. V zahradě byl umístěn bazén. Ve dvorním křídle pak bylo situováno zázemí pro služebnictvo.